# Eumerini
Tribu
Synonymes
- Merodontini (préféré par NCBI)[2]

Les Eumerini sont une tribu d'insectes diptères brachycères de la famille des Syrphidae, de la sous-famille des Eristalinae. Cette tribu est synonyme de Merodontini.

## Systématique
La tribu des Eumerini a été créée en 1924 par le diptérologue russe Evgeny Sergeevich Smirnov (d) (1898-1977).
Certaines sources, dont NCBI et Paleobiology Database, préfèrent classer les genres concernés dans la tribu des Merodontini attribuée, en 1915, à l'entomologiste britannique Frederick Wallace Edwards (1888-1940).

## Liste des genres
Tribu Eumerini - selon ITIS (17 mai 2019) :
- Eumerus
- Merodon
- Nausigaster
- Psilota

Tribu Merodontini - selon BioLib (18 août 2024) :
- Alipumilio Shannon, 1927
- Austrocheilosia  Thompson, 2005
- Azpeytia  Walker, 1865
- Eumerus Meigen, 1822
- Lyneborgimyia Doczkal & Pape, 2009
- Merodon Meigen, 1803
- Platynochaetus Wiedemann, 1830
- Psilota Meigen, 1822